# Pascal Hervé
Pascal Hervé (Tours, 13 de julio de 1964-Quebec, 24 de diciembre de 2024) fue un ciclista francés. Pasó a profesional con treinta años con el equipo Festina, después fichó por el equipo Polti. Consiguió siete victorias a lo largo de su carrera. 

## Biografía
Estuvo implicado en el Caso Festina en 1998 y puso fin a su carrera deportiva debido a que en el Giro de Italia 2001 dio positivo en un control antidopaje.
Tras retirarse se dedicó a entrenar en Canadá, país donde se radicó.
Tras no superar un cáncer de estómago del que había sido intervenido meses antes, falleció en Quebec el 24 de diciembre de 2024, a los 60 años.

## Palmarés
1992

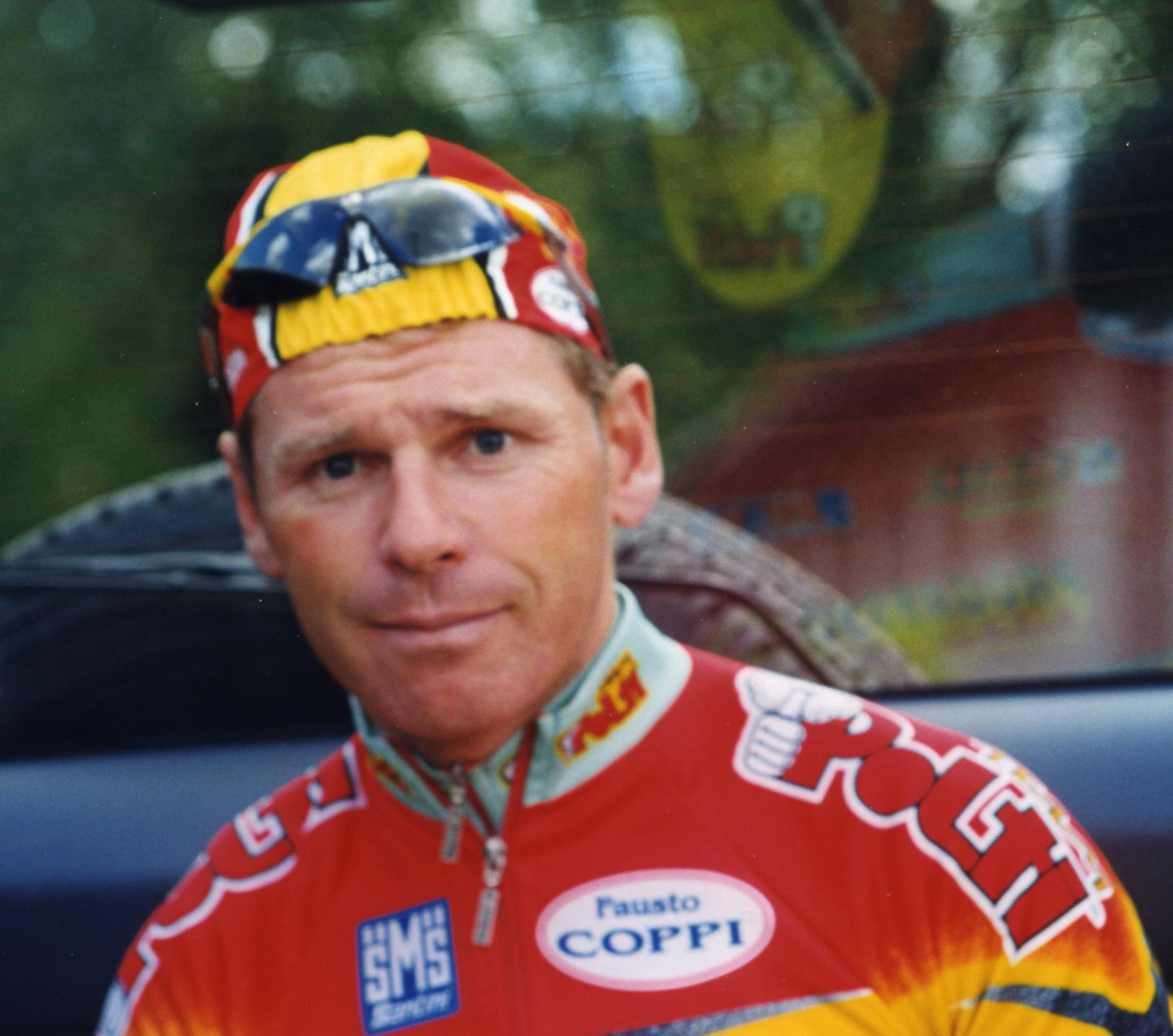
Pascal Hervé en el Critérium de Lèves 2000

- Tour de Gévaudan Languedoc-Roussillon

1994
- 1 etapa de la Dauphiné Libéré

1996
- 1 etapa del Giro de Italia

1997
- 1 etapa de la Vuelta Ciclista de Chile

1998
- 1 etapa de la Vuelta al País Vasco
- Trofeo de los Escaladores
- Gran Premio de Plouay

1999
- 2.º en el Campeonato de Francia en Ruta

2000
- Polynormande
- 1 etapa de la Vuelta a Suiza

## Resultados en Grandes Vueltas y Campeonatos del Mundo
| Carrera         | Carrera         | 1994 | 1995 | 1996 | 1997 | 1998 | 1999 | 2000 | 2001 |
| --------------- | --------------- | ---- | ---- | ---- | ---- | ---- | ---- | ---- | ---- |
|                 | Giro de Italia  | —    | 25.º | Ab.  | —    | —    | —    | —    | Ex.  |
|                 | Tour de Francia | 33.º | Ab.  | 42.º | 36.º | Ex.  | —    | 12.º | —    |
|                 | Vuelta a España | 27.º | 39.º | —    | 43.º | Ab.  | 80.º | 17.º | —    |
| Mundial en Ruta | Mundial en Ruta | 54.º | Ab.  | 22.º | Ab.  | —    | —    | —    | —    |

—: no participa

Ab.: abandono

Ex.: exclusión